# Adolphe Soete
Adolphe Soete (Adolf Soete) (Kortrijk, 27 augustus 1819 - Montevideo, 18 juli 1862) was een Belgisch kunstschilder.

## Levensloop
Soete was leerling van de Kortrijkse landschapsschilder Jan-Baptist Daveloose. Hij schilderde landschappen, portretten en architectonische landschappen. In 1858 emigreerde hij naar Uruguay. Er zijn geen gegevens over de eventuele verderzetting van zijn artistieke carrière aldaar.

## Tentoonstellingen
- Driejaarlijks Salon 1844, Gent
- Driejaarlijks Salon 1848, Brussel

## Musea
- Kortrijk, Stedelijk Museum